# Unité de formation et de recherche de médecine de l'université Paris-Cité
L'unité de formation et de recherche de médecine de l'université Paris-Cité est une UFR universitaire, composante de la faculté de santé de l'université Paris-Cité, dont le siège est situé au sein de l'ancien couvent des Cordeliers, site historique de la Faculté de médecine de Paris.
Elle est la première UFR de médecine de France par son nombre d'étudiants, d'enseignants et d'unités de recherche. Elle revendique avec la faculté de médecine de Sorbonne Université, l'héritage de la faculté de médecine de Paris.
L'UFR est issue de la fusion des UFR de médecine Paris Centre (ex-Descartes) (d) et Paris Nord (ex-Diderot) le 1er mars 2021, lors de l'élection du professeur Philippe Ruszniewski (d), doyen de l'UFR pour une durée de cinq ans.

## Histoire

### L'UFR Paris Centre, ex-Descartes
L'UFR de médecine Paris Centre (d) a été créée en 2004 par la fusion des anciennes facultés de médecine Broussais-Hôtel-Dieu, Cochin-Port-Royal, et Necker-Enfants malades. Elle est associée au GHU Ouest de l'AP-HP avec, entre autres, les hôpitaux Necker-Enfants malades, Cochin, Georges Pompidou et l'Hôtel-Dieu de Paris.
Elle était la deuxième UFR de médecine de France par le nombre d'étudiants (après la faculté de médecine de Lille), et la première par le nombre d'enseignants, et d'unités de recherche. Elle revendiquait avec l'UFR de médecine Paris Nord et la faculté de médecine de Sorbonne Université, l'héritage de la Faculté de médecine de Paris.

### L'UFR Paris Nord, ex-Diderot
L'UFR de médecine Paris Nord est créée par le professeur Jean Bernard, opposé à une scission de la médecine et de la biologie. Elle revendiquait avec la faculté de médecine Paris Centre d'Université Paris-Cité et celle de Sorbonne Université, l'héritage de la Faculté de médecine de Paris.
La faculté Paris Nord dispose de plusieurs sites pour ses formations médicales, dont l'hôpital Saint-Louis , l'hôpital Bichat-Claude-Bernard  l'Hôpital Lariboisière, l'Hôpital Louis Mourier, l'hôpital Beaujon, et l'Hôpital Robert-Debré.
Elle disposait de ressources propres comme une bibliothèque de 576 places à Bichat.

## Sites et hôpitaux
- Siège de l'UFR[5] : Site des Cordeliers, 15 rue de l’École-de-Médecine (ex-UFR de médecine Paris-Descartes). Il s'agit du site historique de l'académie royale de chirurgie – qui l'a ensuite quitté pour le n°12, à l'emplacement du collège de Bourgogne, en 1776[6].

Sites :
- Site Odéon, 85, boulevard Saint-Germain ou 12, rue de l'École-de-Médecine, dans le 6e arrondissement de Paris. Il abrite le musée d'histoire de la médecine, la bibliothèque interuniversitaire de santé ainsi que le siège de l'université. Il a abrité l'académie royale de chirurgie de 1776 à 1793.
- Site Bichat, 16 rue Henri Huchard (ex-UFR de médecine Paris-Diderot)
- Site Cochin, 24 rue du Faubourg Saint-Jacques
- Site Necker, 160 rue de Vaugirard
- Site Villemin, 10 avenue de Verdun
- Site Saint-Germain-des-Prés, 45 rue des Saints Pères : centre de simulation
- Site Pajol, 20 rue du Département : centre de simulation

Hôpitaux :
- Groupe Hospitalo-Universitaire APHP. Centre - Université Paris-Cité[7] :
  - Hôpital Cochin,
  - Hôpital Necker-Enfants malades,
  - Maternité de Port-Royal,
  - Clinique Baudelocque (obstétrique, mitoyenne de Port Royal)
  - Hôpital Tarnier,
  - Hôpital Cassini,
  - Hôpital européen Georges-Pompidou,
  - Hôpital Corentin Celton,
  - Hôtel-Dieu.
- Groupe Hospitalo-Universitaire APHP. Nord - Université Paris-Cité[7] :
  - Hôpital Louis Mourier,
  - Hôpital Beaujon,
  - Hôpital Bichat Claude Bernard,
  - Hôpital Bretonneau,
  - Hôpital Lariboisière,
  - Hôpital Fernand Widal,
  - Hôpital Saint Louis,
  - Hôpital universitaire Robert Debré.
- Hôpitaux conventionnés :
  - GHU Paris Psychiatrie & neurosciences (site Sainte-Anne),
  - Institut Curie,
  - Hôpital du Val-de-Grâce (hôpital des armées),
  - Hôpital Saint-Joseph,
  - Hôpital Saint-Michel,
  - Hôpital Notre-Dame-du-Bon-Secours (maternité),
  - Institut mutualiste Montsouris,
  - Hôpital Privé des Peupliers,
  - Hôpital Suisse,
  - Institut Gustave Roussy,
  - Hôpital Américain,
  - Institut Arthur Vernes[8].

## Formation
- Médecine (formation initiale 1er et 2e cycle) : DFGSM2 au DFASM3, avant la suppression de la PACES l'organisation de la première année était la responsabilité de l'UFR biomédicale des Saints-Pères
- Médecine (formation initiale 3e Cycle): DES, DESC, DU
- Médecine (formation continue)
- Sage-femme à l'ESF de Baudelocque (site Cochin)
- Soins infirmiers dans les IFSI qui lui sont rattachés

## Laboratoires
Ses unités de recherche sont groupés en instituts fédératifs de recherche (IFR) :
- l'IFR Alfred Lost, dont fait partie l'Institut Cochin
- l'IFR Necker-Enfants malades (ou IRNEM)

Laboratoires de recherche :
- Centre d'investigation clinique Cochin-Pasteur (CIC Cochin-Pasteur, Inserm / Université Paris-Cité / Institut Pasteur)

- Institut Cochin (Inserm / CNRS / Université Paris-Cité)
- Institut des maladies génétiques Imagine (UMR 1163 Inserm / Université Paris-Cité)
- Institut Necker - Enfants Malades (INEM) (UMR 1151)
- Paris Centre de Recherche Cardiovasculaire (PARCC) de l'Hôpital européen Georges Pompidou (UMR Inserm / Université Paris-Cité)
- Structure Fédérative de Recherche Necker (UMR Inserm / CNRS / Université Paris-Cité)
- Épidémiologie clinique, évaluation économique appliquées aux populations vulnérables (ECEVE) (UMR Inserm / Université Paris-Cité)
- Biologie de l’os et du cartilage (Bioscar) (UMR Inserm / Université Paris-Cité)
- Infection, antimicrobiens, modélisation et évolution (IAME) (UMR Inserm / Université Paris-Cité)
- Institut de Recherche Saint Louis (IRSL)
- Institut de Psychiatrie et Neurosciences de Paris (IPNP) (Inserm / Université Paris-Cité)
- NeuroDiderot : maladies neurodéveloppementales et neurovasculaires (UMR 1141 Inserm / Université Paris-Cité)
- OTeN Optimisation Thérapeutique en Neuropsychopharmacologie (UMR 1144 Inserm / Université Paris-Cité)
- Laboratoire de recherche vasculaire translationnelle (LVTS) (UMR 1148 Inserm / Université Paris-Cité)
- CAP ParisTech : Carcinose Péritoine Paris-Technologies (UMR U965)
- Centre de Recherche en Épidémiologie et Statistiques (Inserm / Université Paris-Cité)
- Centre de Recherche des Cordeliers (CRC) (UMR 1138)

## Informations pratiques
- Doyenne de l'UFR : Pr Sabine Sarnacki[9] Ancien Doyen de l'UFR : Pr Philippe Ruszniewski (d)
- Direction : Christelle COLNÉE, Directrice Générale Déléguée et Eva TSALPATOUROS, Directrice Générale Déléguée Adjointe[10]

L'UFR (chiffres 2021), en quelques chiffres :
- 25 000 étudiants,
- 1 400 enseignants-chercheurs,
- 280 personnels IATOSS (Paris Centre)
- 1 500 chercheurs dans 44 unités de recherche et 5 UFR (Paris Centre),
- 210 services hospitaliers (GHU Centre, GHU Nord et hôpitaux conventionnés)
- 56 545 m2 de patrimoine